# 서럼셔머 터허 암반

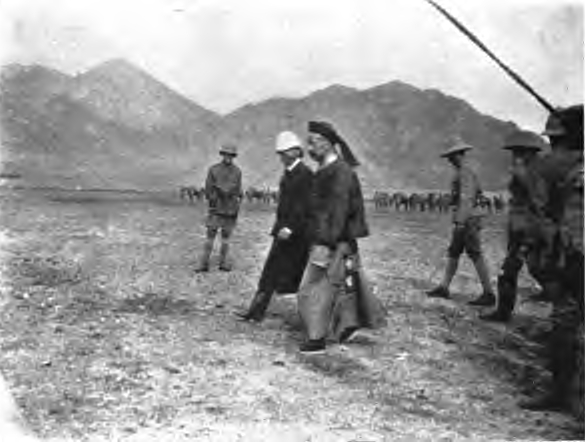
1904년 티베트 원정 당시 티베트 암반 유태와 영국 대령 프랜시스 영허즈번드.

서럼셔머 터허 암반(만주어: ᠰᡝᡵᡝᠮᡧᡝᠮᡝ
ᡨᡝᡥᡝ
ᠠᠮᠪᠠᠨ seremšeme tehe amban, 티베트어: Ngang pai)은 청나라 때 번부, 즉 비한족 거주지역인 티베트, 청해, 몽골, 신강에 파견된 고관이다.

## 티베트

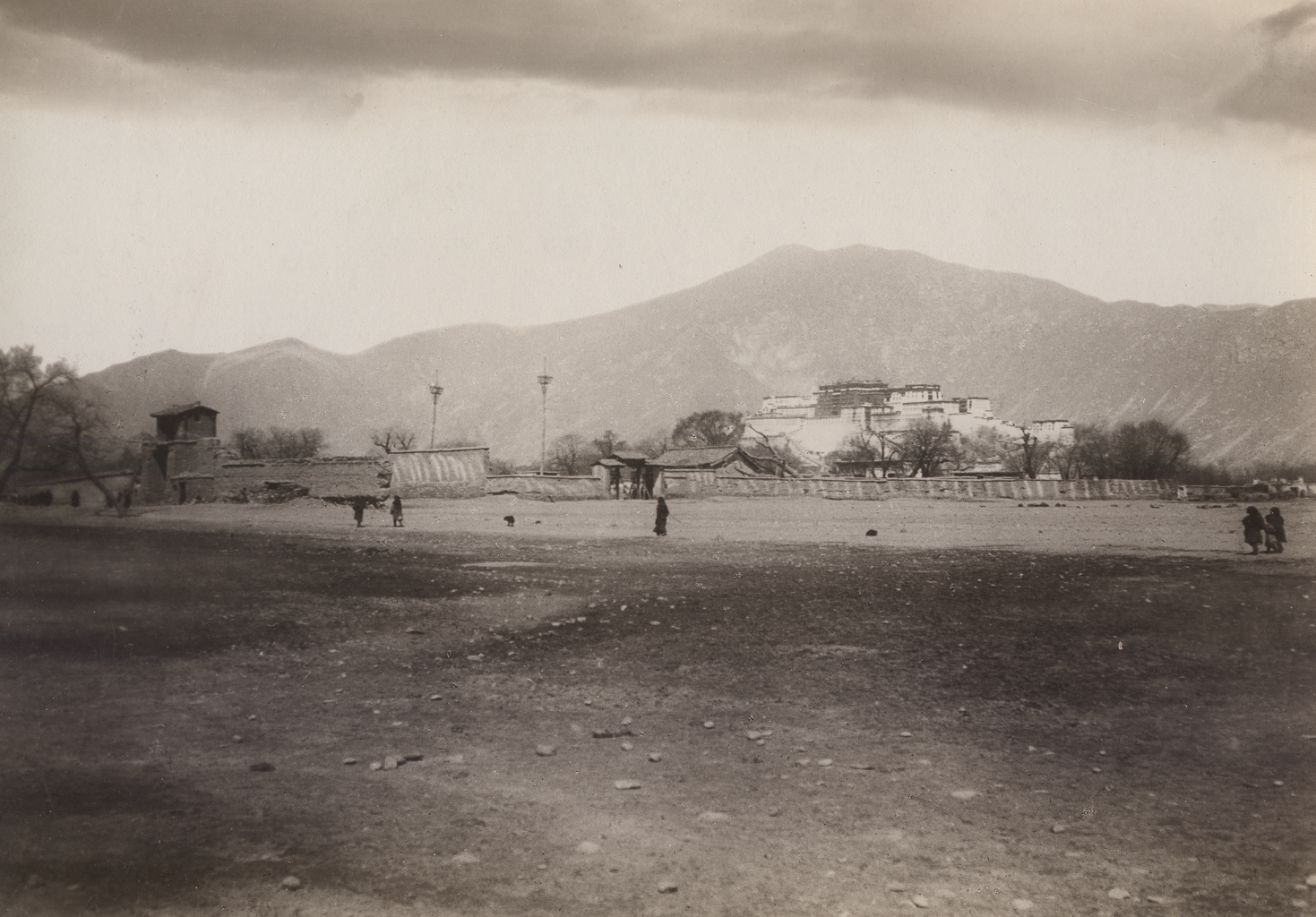
1900년경 라싸의 티베트 암반 아문.

뵈 브중스 암반(티베트어: བོད་བཞུགས་ཨམ་བན bod bzhugs am ban, 줄여서 암반(티베트어: ཨམ་བན་)이라고 했다. 라싸에 머무르며 병력 2,000 명을 통수했다. 주장대신은 방판대신(幫辦大臣)의 보좌를 받았으며, 두 암반은 모두 직제상 이번원에 딸렸다.
티베트 암반은 1727년 설치되었고, 만주팔기 중에서 대부분의 암반이 배출되었다. 1912년 신하이혁명 때 축출되면서 소멸한다.

## 신강
타림 분지의 알티샤흐(회부)에 1761년에서 1865년 사이에 허버이 암반(만주어: ᡥᡝᠪᡝᡳ
ᠠᠮᠪᠠᠨ hebei amban)을 두었다. 암반은 카슈가르, 악수, 야르칸트에 거처했다. 또한 각지의 주요 도시에 바이타 이치히야라 암반(만주어: ᠪᠠᡳᡨᠠ
ᡳᠴᡳᡥᡳᠶᠠᡵᠠ
ᠠᠮᠪᠠᠨ Baita icihiyara amban)을 파견해서 현지인 관리인 하킴 베그(위구르어: ھاكىمبەگ hakim beg)들과 교감하게 했다.

## 몽골
수도 우르가에 퀴렌이 암반 노얀(몽골어: ᠬᠦᠷᠢᠶᠡᠨ ᠦ
ᠠᠮᠪᠠᠨ
ᠨᠣᠶᠠᠨ Khüreenii amban noyon)을 두어 몽골 지배에 관한 모든 사무를 총괄했다. 특히 국경도시 캬흐타에서 이루어지는 러시아와의 무역이 주요 업무였다. 우르가는 몽골 할하부의 생불인 젭춘담바 쿠툭투가 거하는 종교도시기도 했다. 젭춘담바 쿠툭투는 티베트 불교에서 달라이 라마와 판첸 라마 다음가는 위상을 가지고 있었다. 퀴레니 암반 노얀이 동쪽에서 사무를, 젭춘담바 쿠툭투가 우르가의 서쪽에서 종무를 집전했다.
1912년 신하이혁명 청나라가 무너지자 몽골인들은 만주 암반을 내쫓았고, 암반은 러시아를 통해 중국 본토로 귀환해야 했다.

## 만주
청 초기에는 만주 지역에 암반 장긴(만주어: amban jianggin)이라는 일종의 군관구 사령관을 두었다. 최초의 암반 장긴은 1653년 6월 닝구타 암반 장긴으로 임명된 구왈기야 샤르후다였다.

## 같이 보기
- 이번원